# Le Grand Silence (nouvelle)
Pour les articles homonymes, voir Le Grand Silence.
Le Grand Silence (titre original : The Great Silence) est une nouvelle de science-fiction écrite par Ted Chiang et parue en 2015 dans la revue E-flux (en) puis traduite en français et parue dans le recueil Expiration publié en 2019 en langue originale puis traduit en français et paru en 2020.
Cette nouvelle est basée sur le paradoxe de Fermi.

## Résumé
Un Amazone de Porto Rico, une espèce de perroquet endémique de Porto Rico en danger critique explique comment en 1974 le radiotélescope d'Arecibo a été utilisé pour diffuser le message d'Arecibo, un message envoyé dans l'espace profond par l'humanité pour démontrer son avancée technologique.
Le perroquet compare ce message aux cris uniques de certains animaux leur permettant de s'identifier, les êtres humains tentant de la même manière d'attirer l'attention d'une intelligence extraterrestre, tout en notant que l'intelligence des perroquets a été largement négligée. Il décrit à titre d'exception le perroquet jaco Alex, célèbre parmi les humains pour sa capacité à communiquer.

## Accueil critique
Pour un critique de Kirkus Reviews, Le Grand Silence « remet brillamment en question la théorie selon laquelle l'humanité est la seule race intelligente dans l'univers ». Dans le New Yorker, Joyce Carol Oates décrit la nouvelle comme « la plus lyrique et la plus déchirante du recueil Expiration ».